# (5521) Morpurgo
(5521) Morpurgo est un astéroïde de la ceinture principale.

## Description
(5521) Morpurgo est un astéroïde de la ceinture principale. Il fut découvert le 15 août 1991 à l'observatoire Palomar par Eleanor Francis Helin. Il présente une orbite caractérisée par un demi-grand axe de 2,57 UA, une excentricité de 0,19 et une inclinaison de 11,2° par rapport à l'écliptique.

## Compléments